# Johann Georg Wiggers
Johann Georg Wiggers (* 14. September 1748 in Bredstedt; † 13. Juni 1820 in St. Petersburg) war ein deutscher Hochschullehrer und hanseatischer Diplomat.

## Leben
Johann Georg Wiggers war ein Sohn des gleichnamigen Physicus in Husum Johann Georg Wiggers (1711–1803). Ab 1768 studierte er an der Universität Göttingen Rechtswissenschaft, wandte sich aber bald der Philologie zu, die er bei Christian Gottlob Heyne hörte. Nach seiner Promotion ging er nach St. Petersburg. 1777 war er in Wyborg im Dienst von Peter von Biron tätig. Am 6. November 1782 wurde er in Kiel außerordentlicher Professor der Philosophie, besonders der Rhetorik. Er hielt auch philologische Vorlesungen.
1786 schied er aus dem Hochschuldienst aus und ging als Nachfolger von Johann Nicolaus Willebrandt als Agent (diplomatischer Vertreter) der Hansestädte Lübeck, Hamburg und Bremen nach St. Petersburg. Hier blieb er bis an sein Lebensende, übte das Amt aber nur bis 1810 aus. 1816 wurde er formal in den Ruhestand versetzt.

## Werke
- Ueber die Biographie. Mitau: Hinz 1777 (Digitalisat)
- Christian der Vierte: Eine Panegyrische Skizze; Seiner Excellenz dem Herren Geheime-Rath und Staatssecretair von Högh Guldberg gewidmet. [S.l.] [1782] (Digitalisat)
- Die Moral der Clio: Ein Versuch über den Einfluß der historischen Lectüre in die Besserung des Herzens. Leipzig: Haug 1782 (Digitalisat)
- Vermischte Aufsätze. Leipzig: Weidmann 1784 (Digitalisat)